# Самртно пролеће
Самртно пролеће је југословенски филм из 1973. године. 

## Радња
Млади дипломата враћа се из Барселоне скрхан растанком са вољеном женом. Па ипак, ускоро упознаје нову љубав. Али, кад треба да ту везу крунише браком, враћа се некадашња девојка. Он је човек дубоког осећања части и растрзан између две жене, не нашавши други излаз, узима револвер...

## Улоге
| Глумац              | Улога             |
| ------------------- | ----------------- |
| Милена Дравић       | Вероника Ђаковић  |
| Брус Пехер          | Милан Мирковић    |
| Пети Шепард         | Кармина Ригол     |
| Мира Ступица        | Тетка Ема         |
| Соња Јосић          | Ланче             |
| Јосиф Татић         | Стево             |
| Никола Симић        | Бошко             |
| Рафаел Гуереро      | Алфредо           |
| Хосе Антонио Амор   | Фернандо де Олива |
| Иван Хајтл          | Флоријан          |
| Воја Мирић          |                   |
| Пакита Фернандез    | Алисија           |
| Мануел Гас          | Паскуал Ригол     |
| Ксенија Мартинов    |                   |
| Стеван Гардиновачки |                   |
| Никола Митић        |                   |
| Рудолф Немет        |                   |
| Хуан Хулијана       |                   |
| Асунсион Виториа    | Росита            |
| Славко Ђорђевић     |                   |
| Марија Радаковић    |                   |
| Дуда Сиданин        |                   |
| Естебан Далмесес    |                   |
| Богдан Јакуш        |                   |
| Јозефина Маргос     | Магда             |
| Вентура Олер        | Иво Борић         |
| Власта Велисављевић |                   |
| Хуан Фернандез      |                   |